# Émile Pereire

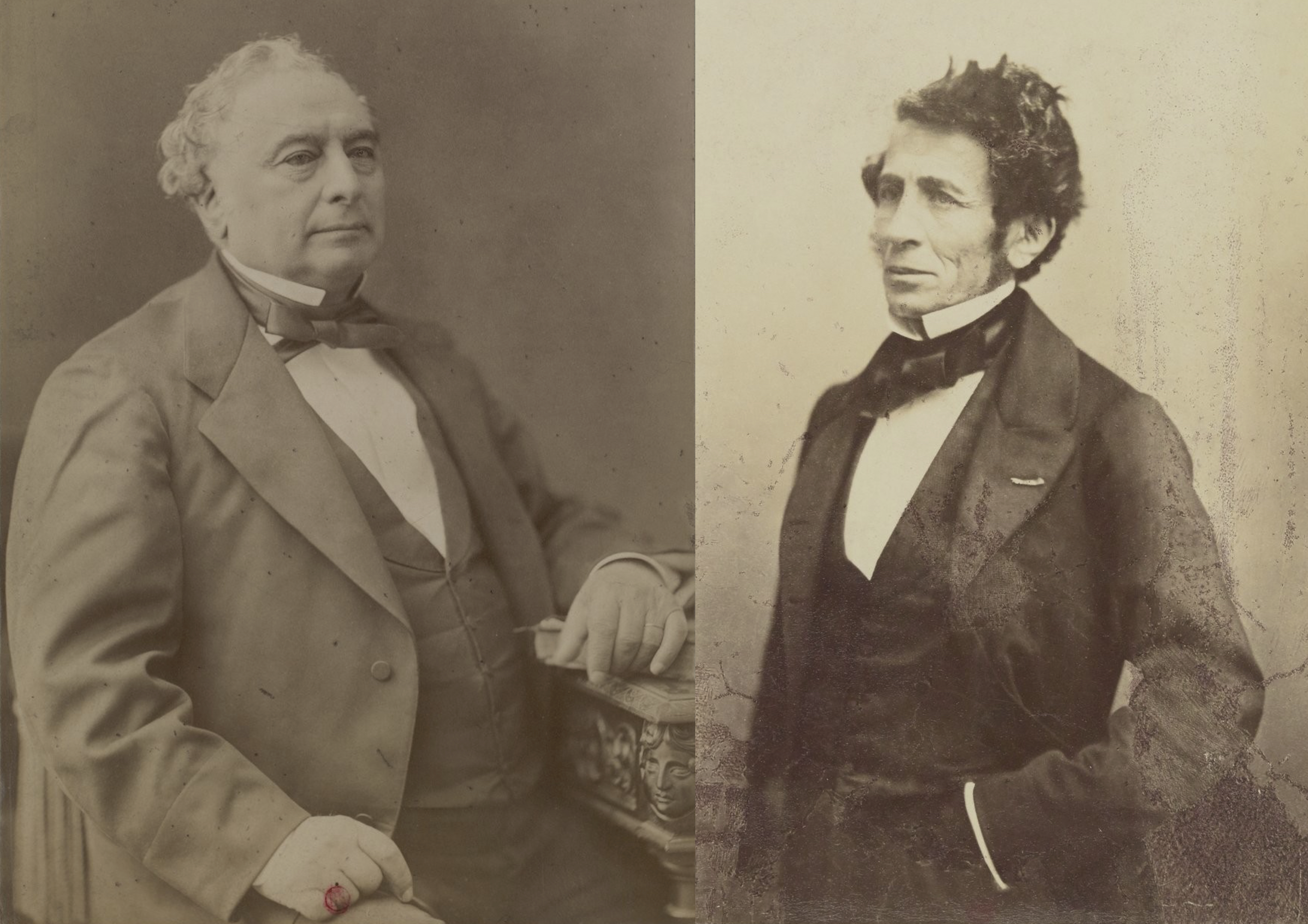
Émile und Isaac Pereire

(Jacob, Jacques) Émile Pereire (* 3. Dezember 1800 in Bordeaux; † 5. Januar 1875 in Paris) war ein französischer Finanzmann und Publizist portugiesisch-sephardischer Herkunft.

## Leben

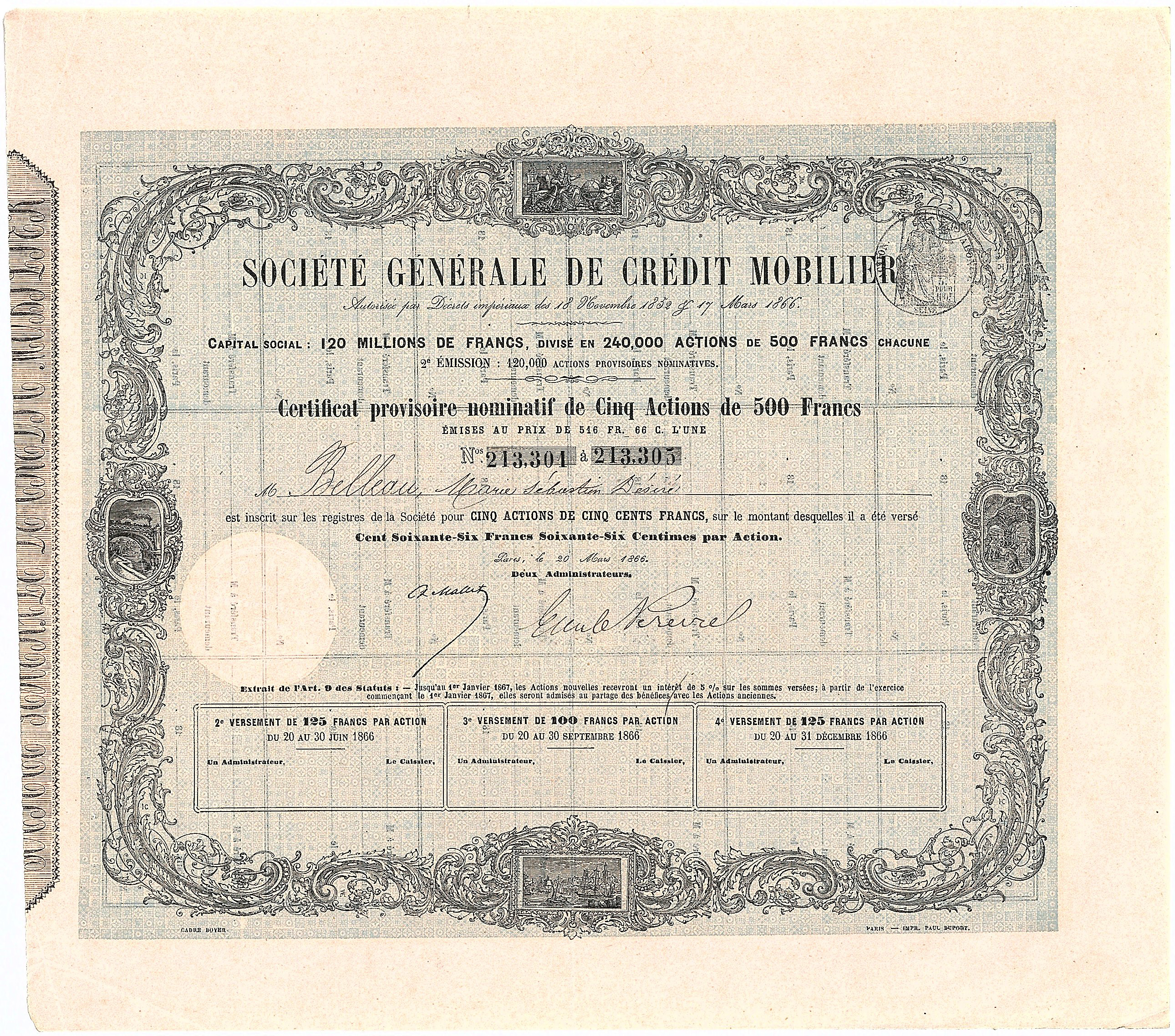
Namenszertifikat über 5 Aktien zu 500 Francs der Société Générale de Crédit Mobilier, ausgegeben am 20. März 1866, eigenhändig unterschrieben von Émile Pereire. Die 1866 erfolgte Verdoppelung des Aktienkapitals des Crédit Mobilier durch Emission von 120.000 Aktien war ein letzter verzweifelter Versuch, sich aus der bedrängten Lage zu retten, aber der Zufluss der 60 Millionen Francs neuer Mittel hielt die Katastrophe nur noch eine kurze Weile auf; diese erfolgte im Herbst 1867.

Der Enkel von Jacob Rodrigues Pereira ging 1822 nach Paris und arbeitete in einer Bank. Ab der Mitte der 1820er Jahre gewann er Interesse am Saint-Simonismus und verfocht 1830 als praktisches Projekt zur Förderung von Handel und Industrie das Projekt eines „Comptoir d’escompte“. Péreire war 1831/32 Redakteur von Le Globe, einem Organ de Saint-Simonisten, war aber auch journalistisch tätig für das liberale Blatt Le Commerce, und die Connaissances Utiles, wo er die verbreitete Schaffung von Sparkassen verfocht. 1832 und 1833 war er Herausgeber der Revue Encyclopédique und von 1832 bis 1835 Redakteur der republikanischen Zeitung Le National.
Gemeinsam mit seinem jüngeren Bruder Isaac Pereire gründete er 1852 den Crédit Foncier de France und den Crédit Mobilier. Die neuen Bankinstitute standen dem Präsidenten und – ab Dezember 1852 – Kaiser der Franzosen Louis Bonaparte nahe. Péreire war schon zuvor höchst aktiv in der Finanzierung des Eisenbahnbaus, beginnend 1835 mit der Linie von Paris nach Saint-Germain-en-Laye. Die Eisenbahninteressen des Brüderpaars gingen aber bald über Frankreich weit hinaus und erstreckten sich auf die Donaumonarchie, Spanien und Russland. Ihr Mischkonzern befasste sich auch mit der Pariser Straßenbeleuchtung und dem Omnibussystem der Stadt, das sie mithilfe von Haussmann in der Compagnie générale des omnibus neu organisierten. Das Schifffahrtsunternehmen Compagnie Générale Transatlantique gehörte dazu, die Gaswerke von Madrid, das spanisch-französische Versicherungsunternehmen La Unión y el Fénix und zahlreiche andere Finanzinstitutionen. Eine Zeit lang rivalisierten die Pereires als Pioniere der modernen Industriefinanzierung mit den eher am traditionellen Staatskredit orientierten Rothschilds, und ihre weit gespannten Aktivitäten korrelierten auch mit den weltpolitischen Ambitionen von Napoleon III. Sichtbarer Ausdruck seines Reichtums war das große Stadtpalais in Paris (35 rue du Faubourg Saint-Honoré), das er 1855 erwarb (heute der Sitz der britischen Botschaft). Ab 1861 ermöglichten die Brüder Péreire durch ihre Investitionen den Ausbau von Arcachon von einem Fischerdorf zu einem Luxusbadeort. 1867 kam es jedoch zum Zusammenbruch des Crédit mobilier – nicht zuletzt deshalb, weil sich dieser massiv in österreichischen Staatspapieren engagiert hatte und Österreich 1866 Preußen bei Königgrätz unterlegen war. Die Brüder Pereire wurden zum Rücktritt gezwungen.
Émile Pereire war auch Politiker und von 1857 bis 1870 Mitglied des Corps Législatif. Seine 1860 publizierte Denkschrift L’Empereur François-Joseph et l’Europe über die österreichisch-italienische Frage wurde weithin Napoleon III. selbst zugeschrieben.